# Oclusiva bilabial surda
A oclusiva bilabial surda é um tipo de fone consonantal empregado em alguns idiomas. O símbolo deste som tanto no alfabeto fonético internacional quanto no X-SAMPA é p. Este som ocorre no português em palavras como "pai".

## Características
- Sua forma de articulação é oclusiva, ou seja, produzida pela obstrução do fluxo de ar no trato vocal. Como a consoante também é oral, sem saída nasal, o fluxo de ar é totalmente bloqueado e a consoante é uma plosiva.[1]
- Seu local de articulação é bilabial, o que significa que está articulado com os dois lábios.[1]
- Sua fonação é surda, o que significa que é produzida sem vibrações das cordas vocais. Em alguns idiomas, as cordas vocais estão ativamente separadas, por isso é sempre sem voz; em outras, as cordas são frouxas, de modo que pode assumir a abertura de sons adjacentes.
- É uma consoante oral, o que significa que o ar só pode escapar pela boca.[1]
- Como o som não é produzido com fluxo de ar sobre a língua, a dicotomia central-lateral não se aplica.[1]
- O mecanismo da corrente de ar é pulmonar, o que significa que é articulado empurrando o ar apenas com os pulmões e o diafragma, como na maioria dos sons.[1]

## Variantes
| AFI | Descrição               |
| --- | ----------------------- |
| p   | P plano                 |
| pʰ  | P aspirado              |
| pˠ  | P velarizado            |
| pʲ  | P palatalizado          |
| pʷ  | P labializado           |
| p̚   | P sem liberação audível |
| p̌   | P expresso              |
| p͈   | P tenso                 |
| pʼ  | P ejetivo               |

## Ocorrência
A parada [p] está faltando em cerca de 10% dos idiomas que têm um [b]. Esta é uma característica da área da "zona circunvizinha do Saara" (África ao norte do equador, incluindo a península Arábica). Não se sabe a idade dessa característica de área e se pode ser um fenômeno recente devido ao árabe como uma língua de prestígio (o árabe perdeu seu /p/ em tempos pré-históricos), ou se o próprio árabe foi afetado por um padrão de área mais antigo. Pode ser encontrada em outras áreas também; por exemplo, na Europa, o proto-céltico e o antigo basco são reconstruídos como tendo [b], mas não [p].
No entanto, o som [p] é muito comum linguisticamente. A maioria dos idiomas tem pelo menos um [p] simples e alguns distinguem mais de uma variedade. Muitas línguas indo-arianas, como o hindustâni, têm um contraste bidirecional entre o aspirado [pʰ] e o simples [p] (também transcrito como [p˭] nas extensões do AFI).
| Língua                  | Língua                  | Palavra           | AFI            | Significado      | Notas |
| ----------------------- | ----------------------- | ----------------- | -------------- | ---------------- | --- |
| Adigue                  | Adigue                  | паӏо/paio         | [paːʔʷa]ⓘ      | Chapéu           | |
| Árabe                   | Argelino                | پاپيش‎/pāpīš       | [paːpiːʃ]      | Garotas lindas   | |
| Árabe                   | Hejazi                  | إسپانيا/ispānya   | [ɪspaːnja]     | Espanha          | Apenas em palavras emprestadas, transcrito e pronunciado como /b/ por muitos falantes.                                                           |
| Armênio                 | Oriental                | պապիկ/p'ap'ik'    | [p'ɑp'ik']     | Avô              | Ejetivo. |
| Assírio neoaramaico     | Assírio neoaramaico     | pata              | [paːta]        | Face             | |
| Basco                   | Basco                   | harrapatu         | [(h)arapatu]   | Pegar            | |
| Bengali                 | Oriental                | পানি                | [paniː]        | Água             | Contrasta com forma aspirada. |
| Chinês                  | Cantonês                | 爆炸 / baauja     | [paːu˧ t͡saː˧]ⓘ | Explosão         | Contrasta com forma aspirada. |
| Chinês                  | Mandarim                | 爆炸 / bàozhà     | [pɑʊ˥˩ tʂa˥˩]ⓘ | Explosão         | Contrasta com forma aspirada. |
| Catalão                 | Catalão                 | parlar            | [pərˈɫa]       | Falar            | |
| Tchuvache               | Tchuvache               | путене            | [put̬ʲɛ'nɛ]     | Codorna          | |
| Tcheco                  | Tcheco                  | pes               | [pɛs]          | Cachorro         | |
| Dinamarquês             | Padrão                  | bog               | [ˈpɔ̽ʊ̯ˀ]        | Livro            | Normalmente transcrito como /b̥/ ou /b/. Contrasta com forma aspirada, que é normalmente transcrito como /pʰ/ ou /p/.                             |
| Holandês                | Holandês                | plicht            | [plɪxt]        | Dever            | |
| Inglês                  | Inglês                  | pack              | [pʰæk]         | Pacote           | |
| Esperanto               | Esperanto               | tempo             | [ˈtempo]       | Tempo            | |
| Filipino                | Filipino                | pato              | [paˈto]        | Pato             | |
| Finlandês               | Finlandês               | pappa             | [ˈpɑpːɑ]       | Avô              | |
| Francês                 | Francês                 | pomme             | [pɔm]          | Maçã             | |
| Alemão                  | Alemão                  | Pack              | [pʰak]         | Pilha            | |
| Grego                   | Grego                   | πόδι / pódi       | [ˈpo̞ði]        | Perna            | |
| Guzerate                | Guzerate                | પગ/pag            | [pəɡ]          | Pé               | |
| Hebraico                | Hebraico                | פּקיד‎/pakid        | [pakid]        | Eclesiástico     | |
| Hindustâni              | Hindustâni              | पल / پرچم         | [pəl]          | Momento          | Contrasta com forma aspirada. |
| Húngaro                 | Húngaro                 | pápa              | [ˈpaːpɒ]       | Papa             | |
| Italian                 | Italian                 | papà              | [paˈpa]        | Pai              | |
| Japonês                 | Japonês                 | ポスト / posuto   | [posɯto]       | Caixa de correio | |
| Cabardiano              | Cabardiano              | пэ/pė             | [pa]ⓘ          | Nariz            | |
| Sul coreano             | Sul coreano             | 빛/bit            | [pit̚]          | Luz              | |
| Curdo                   | Kurmanji                | por               | [ˈpʰoːɾ]       | Cabelo           | |
| Curdo                   | Sorâni                  | پیرۆزە/píroze     | [pʰiːɾoːzæ]    | Abutre-barbudo   | |
| Curdo                   | Quelúri                 | پۊنگه/pûûnga      | [pʰʉːŋa]       | Poejo            | |
| Dakota                  | Dakota                  | púza              | [ˈpʊza]        | Seco             | |
| Lituano                 | Lituano                 | pastatas          | [ˈpaːstɐtɐs]   | Prédio           | |
| Luxemburguês            | Luxemburguês            | bëlleg            | [ˈpələɕ]       | Barato           | Menos frequentemente expresso [b]. Normalmente transcrito como /b/, e contrasta com forma surda aspirada, que é normalmente transcrito como /p/. |
| Macedônio               | Macedônio               | пее/pee           | [pɛː]          | Cantar           | |
| Malaio                  | Malaio                  | panas             | [pänäs]        | Quente           | |
| Maltês                  | Maltês                  | aptit             | [apˈtit]       | Apetite          | |
| Marata                  | Marata                  | पाऊस/paa'uus/pā'ūs | [pɑːˈuːs]      | Chuva            | |
| Mutsun                  | Mutsun                  | po·čor            | [poːt͡ʃor]      | Uma dor          | |
| Nepali                  | Nepali                  | पिता                | [pit̪ä]         | Pai              | |
| Norueguês               | Norueguês               | pappa             | [pɑpːɑ]        | Pai              | |
| Oriá                    | Oriá                    | ପଥର/pathara       | [pɔʈʰɔrɔ]      | Pedra            | Contrasta com forma aspirada. |
| Pachto                  | Pachto                  | پانير‎/pa'nir      | [pɑˈnir]       | Queijo           | |
| Persa                   | Persa                   | پول/pul           | [pul]          | Dinheiro         | |
| Pirarrã                 | Pirarrã                 | pibaóí            | [ˈpìbàóí̯]      | Lontra           | |
| Polonês                 | Polonês                 | pas               | [päs]ⓘ         | Cinto            | |
| Português               | Português               | pai               | [paj]          | Pai              | |
| Panjábi                 | Panjábi                 | ਪੱਤਾ/pattaa/pattā   | [pət̪ːäː]       | Folha            | |
| Romeno                  | Romeno                  | pas               | [pas]          | Passo            | |
| Russo                   | Russo                   | плод/plod         | [pɫot̪]         | Fruta            | Contrasta com forma palatalizada. |
| Servo-Croata            | Servo-Croata            | пиће / piće       | [pǐːt͡ɕě]       | Bebifa           | |
| Eslovaco                | Eslovaco                | pes               | [pɛ̝s]          | Cachorro         | |
| Espanhol                | Espanhol                | peso              | [ˈpe̞so̞]        | Peso             | |
| Suaíle                  | Suaíle                  | pombe             | [ˈpoᵐbɛ]       | Cerveja          | |
| Sueco                   | Sueco                   | apa               | [ˈɑːˌpa]       | Macaco           | |
| Tailandês               | Tailandês               | แป้ง/paeng         | [pɛ̂ːŋ]         | Pó               | |
| Tsez                    | Tsez                    | пу/pu             | [pʰu]          | Lado             | Contrasta com forma ejetiva. |
| Turco                   | Turco                   | kap               | [kʰäp]         | Panela           | |
| Ucraniano               | Ucraniano               | павук/pavuk       | [pɐˈβ̞uk]       | Aranha           | |
| Vietnamita              | Vietnamita              | nhíp              | [ɲip˧ˀ˥]       | Pinças           | |
| Galês                   | Galês                   | siop              | [ʃɔp]          | Loja             | |
| Frísio ocidental        | Frísio ocidental        | panne             | [ˈpɔnə]        | Panela           | |
| Yi                      | Yi                      | ꀠ / ba           | [pa˧]          | Troca            | Contrasta com forma aspirada e não aspirada. |
| Yup'ik central alascano | Yup'ik central alascano | panik             | [panik]        | Filha            | |
| Zapoteco                | Tilquiapano             | pan               | [paŋ]          | Pão              | |